# Ковнерівські процеси
Ковнерівські процеси — три судові процеси, здійснені військовим трибуналом угорського окупаційного режиму на Закарпатті 16—17, 22 та 24 липня 1942 року проти представників українського руху Опору, що належали до Організації українських націоналістів. Назва процесів походить від місця їх проведення — палацу Ковнера в Мукачеві.

## Передумови
Восени 1939 року за направленням Юліана Химинця до окупованого Угорщиною Закарпаття прибули випускники Мукачівської торговельної академії Дмитро Бандусяк та Михайло Габовда. У краї вони створили Крайовий Провід Організації українських націоналістів на чолі з Андрієм Цугою. Заступником крайового провідника став Дмитро Бандусяк, а членами Проводу — Василь Потушняк, Михайло Орос, Михайло Киштулинець, Михайло Габовда та Іван Романець. На Закарпатті ОУН розгорнула підпільну діяльність, зокрема організувала випуск підпільної газети «Чин», а в 1940 році створено структуру «Юнацтво ОУН».
Однією з акцій, здійснених ОУН в окупованому Закарпатті, стало зняття угорського й вивішення українського прапора на Хустському замку 15 березня 1941 року. Акція була здійснена групою ОУНівців на чолі з Іваном Романцем. Угорська влада заарештувала Івана Романця, Дмитра Бандусяка та кількох інших ОУНівців. Спершу їх ув'язнили у Хусті, пізніше перевозили та утримували в Будапешті, Кіштарчі, Надьканіжі, а у квітні 1942 року зрештою привезли до Мукачева. Угорська угорська поліція дістала зачіпку для подальшого виявлення підпільників. У першій половині 1942 року відбулися нові масові арешти, особливо в Хустському, Тячівському та Іршавському округах, внаслідок яких арештовано майже всіх членів ОУН, що тоді діяли на Закарпатті.

## Судові процеси

Палац Ковнера, де відбувалися засідання військового трибуналу, на листівці 1906 року

Арештованих у 1941—1942 роках закарпатських ОУНівців зібрали в підвалах палацу Ковнера в Мукачеві, де містився штаб угорської контррозвідки. У підвалах будівлі угорці катували арештованих. Розташування палацу, його великі глухі підвали були вигідними для розміщення у ньому катівні. Палац розміщувався на околиці тогочасного міста у парковій зоні, через що крики жертв катувань не було чутно назовні.
У липні 1942 року в приміщеннях палацу Ковнера відбулися засідання військового трибуналу. У рамках його роботи відбулися три судові процеси:
- головний процес — 16—17 липня 1942 — притягнуто до відповідальності 98 осіб;
- «малий процес» — 22 липня 1942 — притягнуто до відповідальності 33 особи;
- додатковий процес — 24 липня 1942 — притягнуто до відповідальності 32 особи.

Усього до відповідальності притягли 163 особи. Більшості інкримінували державну зраду (перша стаття закону III 1930 року § 59). Санкція статті передбачала тюремне ув'язнення строком від 10 до 15 років, для неповнолітніх — кілька місяців таборів. Доказами під час процесу стали знайдені під час арештів та обшуків зброя (19 пістолетів, 3 гранати, 4 рушниці, 300 одиниць боєприпасів), карти, література, преса та програмні документи ОУН тощо. Першим процесом, що відбувся 16—17 липня, керували підполковник Октав Петрі та капітан Вільмош Домініх. Обвинувачення висував старший лейтенант Енев Ровнаї, а сторону захисту представляли військові адвокати Бела Ваш та Бела Гавел. Другим процесом 22 липня, окрім вказаних, додатково керував підполковник Ласло Гажлінскі, а адвокат Бейла Ваш не брав участь у засіданні.
За результатами судових розглядів керівників ОУН на Закарпатті — Андрія Цугу, Дмитра Бандусяка, Степана Папа та Михайла Габовду — засудили до 10—12 років тюремного ув'язнення. Решту підсудних засудили до тюремного ув'язнення від кількох місяців до 5 років. Усіх підсудних на 10 років позбавили політичних прав та права обіймати державні посади. У вироку угорського трибуналу йшлося:
|  | Підсудні проголошували, що Закарпаття завжди було українською територією, такою ж і залишається, у зв’язку з чим Закарпаття, якщо треба, то збройним повстанням і революційним шляхом необхідно відокремити від Угорщини і приєднати до України… об’єдналися з іншими в менші і більші групи для того, щоб Закарпаття відірвати і якщо потрібно, зі зброєю воювати проти угорської держави, уряду або армії, в інтересах організації виготовляли листівки і нелегальну друковану літературу (Чин, 10 заповідей та ін.), в якій давалися революційні вказівки, публікувалися ганебні і підбурюючого характеру висловлювання проти угорців, уряду, державної структури і традиції, розповсюджували їх серед організованих членів... |

Більшість засуджених (45 %) були студентами, до решти підсудних належали селяни, робітники, службовці, священники і семінаристи, вчителі, безробітні. За віком засуджені були від 14 до 48 років, причому більшість належали до категорій 14—19 років (36 %) та 20—24 роки (31 %).

## Подальші події
Більшість засуджених були відправлені в ув'язнення до в'язниці Вац у Будапешті. Частину відправили до в'язниці міста Шаторальяуйгей.
У грудні 1942 року більшість ув'язнених було амністовано. Рішення військового трибуналу врахували те, що більшість молодих, зокрема неповнолітніх, в'язнів виховувалася у «ворожому» до Угорщини дусі в період перебування Закарпаття в складі Чехословаччини, а керівництво шкіл, де вони навчалися, після початку угорської окупації не доклало достатніх зусиль, щоб це виправити. До угорського регента Міклоша Горті з проханнями про помилування ув'язнених українських підпільників звертався мукачівський греко-католицький єпископ Олександр Стойка, а також, за спогадами освітянки Маргарити Баботи, головнокомандувач Збройних сил Незалежної Держави Хорватія Славко Кватерник. 5 грудня 1942 року регент Горті амністував більшість засуджених. У січні 1943 року регентський комісар Підкарпатської території Вілмош Томчані повідомив, що загалом було амністовано 114 осіб.
4 лютого 1943 року Міністерство освіти і культури прийнято спеціальне рішення про відправку амністованих учнів і студентів на «перевиховання» до спортивно-оздоровчого табору міста Сентендре поблизу Будапешта. Амністовані пробули там у червні-серпні 1943 року, після чого рішенням міністерства у вересні їм дозволили продовжити здобуття освіти.
Члени Крайового Проводу ОУН на Закарпатті та інші керівники підпільного українського націоналістичного руху були амністовані 22 березня 1944 року.
Безпосереднім наслідком «ковнерівських процесів» став розгром руху ОУН на Закарпатті. Відновити його вдалося лише восени 1944 року на тлі відступу угорсько-німецьких військ та наступу Червоної армії.